# Ormosia profunda
Ormosia profunda là một loài ruồi trong họ Limoniidae. Chúng phân bố ở miền Tân bắc.